# Puerta de Núremberg (Forchheim)
La puerta de Núremberg (en alemán: Nürnberger Tor) es una estructura de finales del siglo XVII, que originalmente conformaba la entrada sur de la muralla de la fortaleza de Forchheim, en la Alta Franconia bávara, al sur de Alemania.

## Contexto histórico
La fortaleza de Forchheim (Festung Forchheim) es una fortaleza de principios del siglo XVI construida en torno al casco antiguo de Forchheim. Se encuentra ubicada en el área metropolitana de Núremberg, en los límites de la región apodada la Franconia suiza. La fortaleza es recordada por su gran efectividad durante la guerra de los Treinta Años, habiendo repelido en múltiples ocasiones los intentos de las tropas suecas de hacerse con la ciudad y, con ella, con la región entera (motivo por el que fue apodada en su día «el último bastión» del norte bávaro).
La original fortaleza medieval fue ampliamente renovada y ampliada durante la guerra de los Treinta Años (1618-1648), después de un cese en los trabajos de mejoras de las fortificaciones a comienzos del siglo XVII debido a la carencia de mano de obra. El proceso de renovación de las fortificaciones siguió mucho después del fin de la guerra, culminándose hacia finales del siglo XVII.

## La puerta
A lo largo de los siglos, han sido las estructuras y fortificaciones de las murallas renovadas las que más han sufrido las consecuencias de la modificación y derrumbe de los elementos arquitectónicos y militares de la ciudad; mientras que porciones de la muralla original, la medieval, se han conservado en mejores condiciones.
La puerta de Núremberg, construida en 1698, es la única de las cuatro puertas de la muralla renovada que se conserva en la actualidad. La representativa estructura está inspirada en el diseño de la puerta principal de la fortaleza de Rosenberg (1662), en Kronach, incluyendo el friso triangular con las figuras de dos leones sosteniendo el escudo de armas del príncipe-obispo Lothar Franz von Schönborn. Las cabezas de tres bestias están representadas directamente encima de las tres aberturas  —la principal y las laterales (más pequeñas)—. Dos pequeños pasillos laterales flanquean la puerta, actualmente cubiertos de vegetación.
El imponente diseño de la estructura supuso durante la guerra de los Treinta Años una demostración de poder frente a los territorios luteranos del margraviato y ciudad imperial libre de Núremberg, más al sur (de ahí el nombre de la puerta). Los patios y demás partes de la muralla adyacentes a la puerta han desaparecido con los años, al igual que el revellín que protegía el acceso directo a la puerta principal (que estaba integrada en él). Con ello, la puerta de Núremberg ha quedado como una estructura independiente y separada de otros monumentos del casco antiguo.

## Galería de imágenes

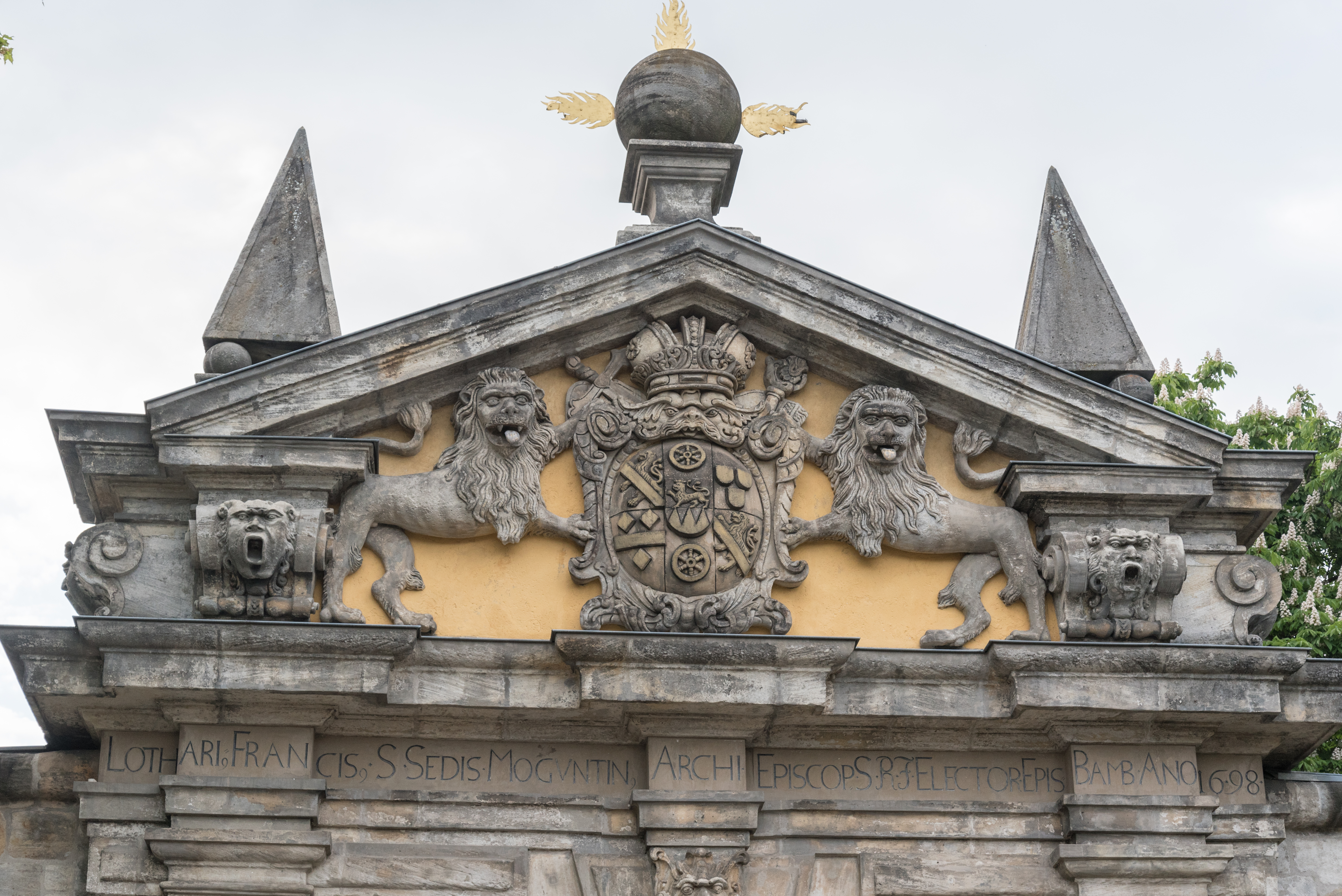
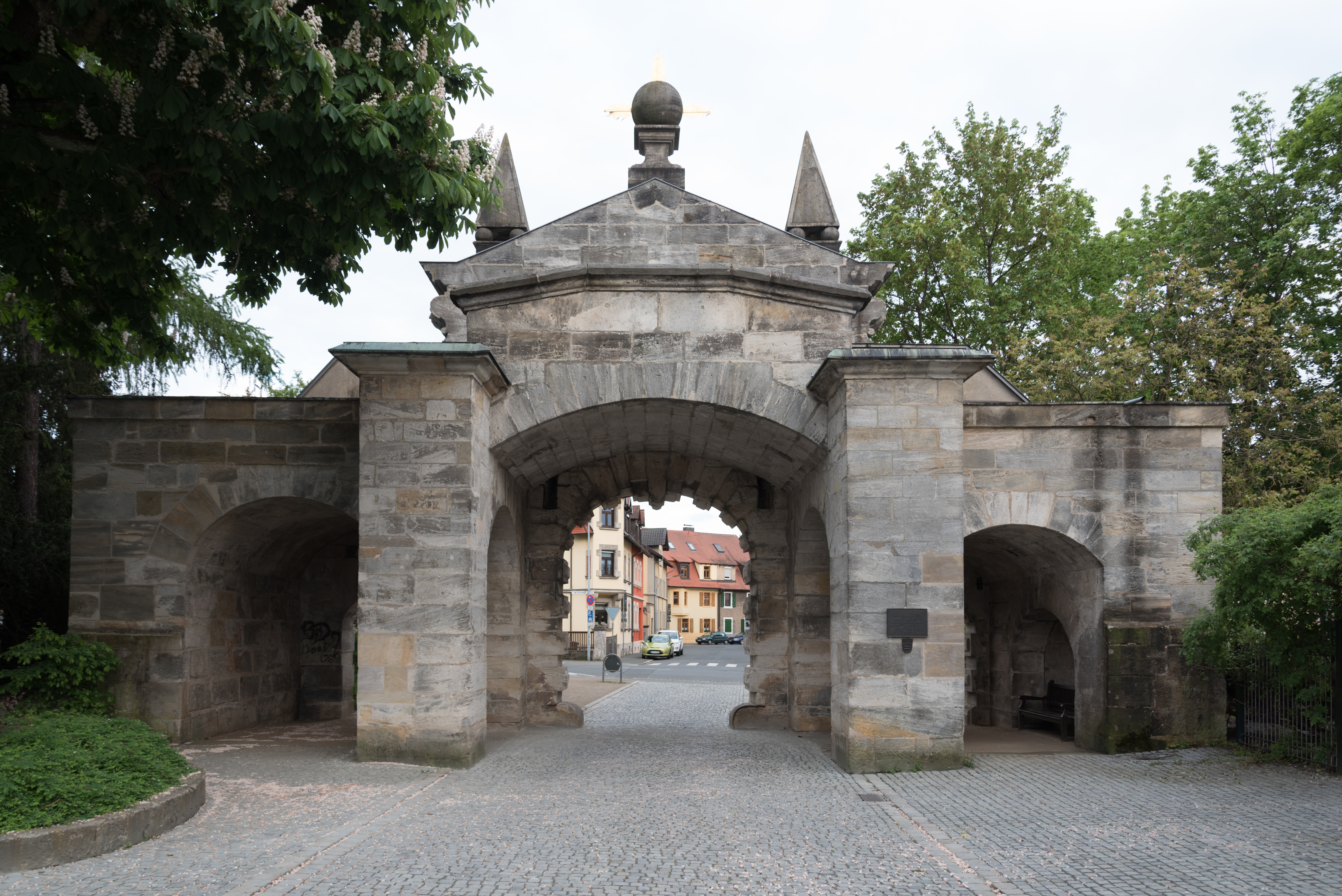
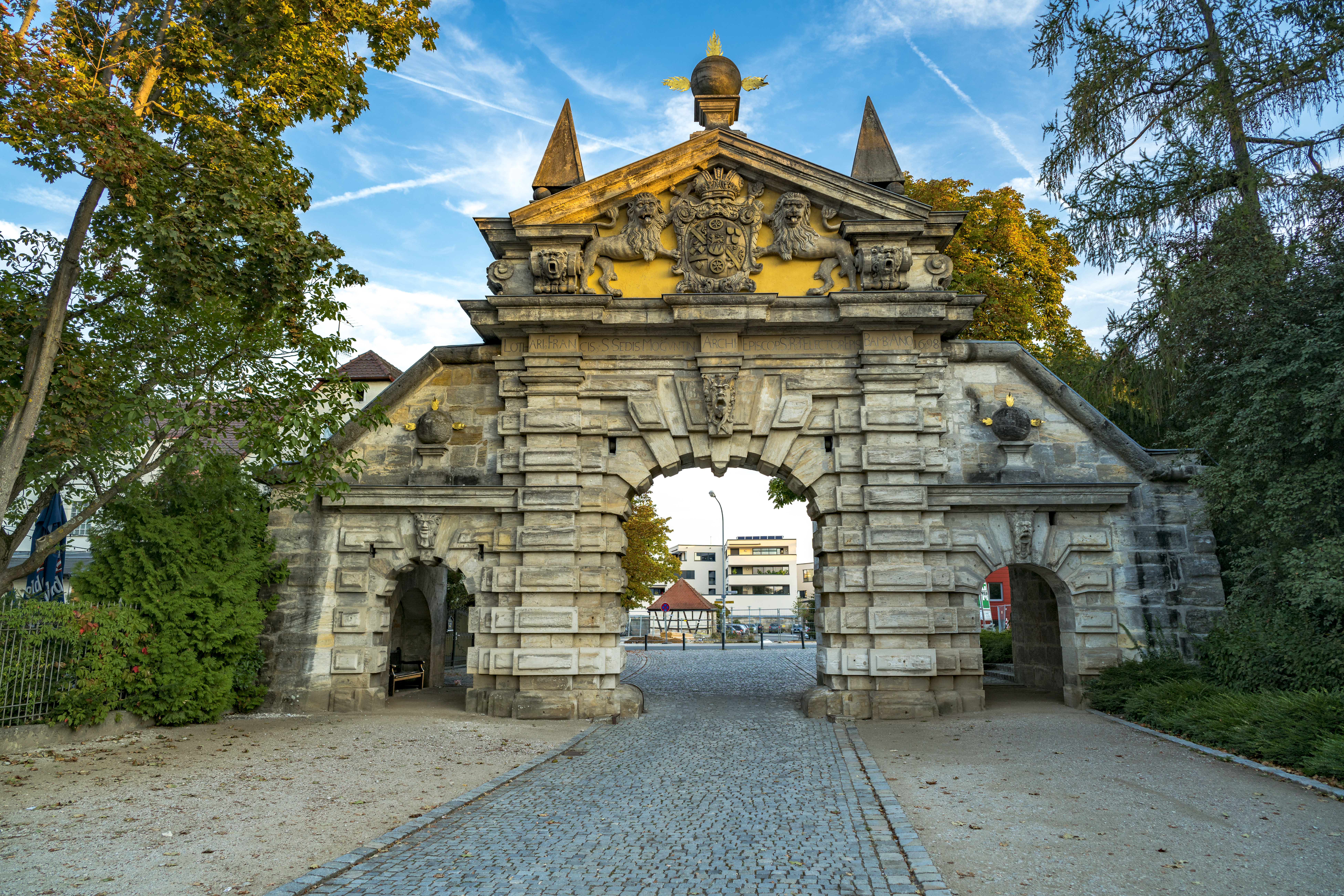